# Tidus
Tidus (ティーダ, Tīda) es un personaje ficticio del universo de Final Fantasy. Aparece como el personaje principal del videojuego Final Fantasy X, quien narrará la historia durante casi toda la aventura. También aparece, ya como personaje secundario, en Final Fantasy X-2, en Kingdom Hearts como un amigo de Sora y en Dissidia: Final Fantasy como uno de los elegidos por Cosmos para salvar al mundo. Es uno de los personajes más representativos de la saga Final Fantasy.
En su versión original japonesa, su voz pertenece al actor de doblaje Masakazu Morita, mientras que en la versión para Occidente (América y Europa), es doblado por James Arnold Taylor.

## Características
Es un muchacho alegre, joven y atractivo. Es toda una estrella del blitzbol. Como nunca antes había empuñado una espada, no tiene una gran habilidad con ella. Pero aprovecha su velocidad para atacar a los enemigos. No es muy bueno usando la magia, pero su extraordinaria habilidad con el balón de blitz le permite usarlo en su "Turbo" más poderoso.

## Final Fantasy X

### Origen
Originalmente el vivía en Zanarkand. Durante un partido de blitzbol (que estaba jugando) ocurre un desastre, su ciudad está siendo atacada. Él no se enteraba de nada, hasta su encuentro con Auron , que le explica que el causante de esto es el monstruo Sinh, el cual lo transladará a un mundo desconocido para él: "Spira".

### Primera vez en Spira
Cuando llegó a Spira, Tidus se encontró solo y en medio de unas ruinas. Sin conocer a nadie y perdido en ese lugar, empieza a caminar hasta que fue rescatado por un grupo de albhed. A partir de este suceso, entabla amistad con uno de sus componentes, Rikku, quien se queda bastante sorprendida al escuchar su historia. De nuevo, se produce otro ataque de Sinh que lo vuelve a absorber y enviar a otro lugar: la isla de Besaid. 

### Besaid
Tidus despierta después de un pelotazo con algo que le resultaba familiar: un balón de blitzbol. Alegre de ver algo conocido, empieza a jugar con el balón, con gran maestría, lo que llama la atención de Wakka. Wakka, capitán de los "Besaid Aurochs", también queda sorprendido de su historia, y cree que está afectado por la toxina de Sinh, es por ello que difarea sobre el origen de su llegada desde Zanarkand "Ciudad en ruinas desde hace mil años". Luego Wakka le instruye sobre las cosas que debe y no hacer en el pueblo de Besaid. Tidus al pasar el tiempo hace caso de las indicaciones de Wakka y visitará el templo, donde se enterará que hay una persona en peligro en su interior. Él sin pensarlo entra dentro de las pruebas, en contra de todos los avisos y prohibiciones. Dentro y a través de las pruebas, llegará a la habitación de oración y verá por primera vez a Yuna y sus guardianes: Wakka, Lulu y Kimahri. En ese momento Yuna acababa de convertirse en invocadora (siguiendo los pasos de su padre, Braska). Así pues, empieza un largo pelegrinaje en busca del eón supremo para derrotar a Sinh junto a sus guardianes: Wakka, Lulu y Kimahri. Se llevarán a Tidus con ellos a Luca, a ver si alguien lo conoce y a jugar el gran torneo de Blitzbol, con los Besaid Aurochs.
Antes de partir, Wakka hace de entrega a Tidus de una espada: "Fraternidad". Era una espada para el hermano de Wakka, Chappu, el cual, murió hace tiempo en una batalla. Se la regala porque le recuerda a su hermano.

### Viaje hacia Luca
En ese primer viaje, Sinh hace muestra de su poder destructor, volviendo a atacar, primero al ferry donde estaban ellos y después al pueblo de Kilika, destrozando a este. Esto hace que la invocadora tome más fuerzas para derrotarlo. En Kilika, Tidus contempla el papel de una invocadora: enviar las almas de los muertos hacia el etéreo (lugar del descanso eterno). 
Al fin llegan a Luca, ciudad del gran torneo de Blitzbol. Participará en el torneo con el equipo de Wakka, hasta la final. En esta será, otra vez, interrumpida por otro ataque, esta vez de monstruos. Pero entre el público se encuentra un viejo conocido de Tidus: Auron. Auron luchará con los monstruos. Al final todos los monstruos serán aniquilados por el Eón de Seymour Guado: Ánima. Seymour es el señor de los Guados; una raza del mundo de Spira. Tiene un papel importante en la historia.
Auron se encuentra con Tidus y los demás. Pero con Tidus quería hablar en privado. Ya a solas, Tidus quiere saber todo lo que está pasando, y Auron se lo explica. Explica que él fue guardián de Braska, junto a Jecht, el padre de Tidus.

### El pasado de Tidus
Jecht, al igual que su hijo, fue una gran estrella del Blitzbol, pero un día desapareció en el mar. Tidus le guarda odio ya que él lo menospreciaba y cuando desapareció lo culpó de dejar sola a su madre, la cual murió poco tiempo después. Desemparado encontró a Auron, como única salida de la soledad.
Años más tarde, un monstruo llamado Sinh, arrasa Zanarkand (ciudad natal de Tidus)y traslada a Tidus y a Auron mil años en el futuro, a Spira (País con el que Zanarkand había tenido una guerra en la época de Tidus).

### El peregrinaje
Así pues se embarcan en una serie de aventuras que los llevaran por todos los rincones de Spira, donde estará involucrado en muchas situaciones. Verá el poder destructivo de Sinh, en un ataque con máquinas albhed (algo prohibido por el dogma de Yevon la religión del Spira), planeado por Seymour. Fracasó. yuna fue reuniendo eones y se incorporó una vieja conocida al grupo: Rikku.

### El gran secreto
Tantas aventuras llevan a ser secuestrada Yuna por los albhed, raza a la que pertenece Rikku. Ponen rumbo hacia el desierto de Sanubia, hogar de los albhed. Al llegar la base está siendo atacada por monstruos de Seymour. En una búsqueda sin resultado, Rikku le dice a Tidus que Yuna morirá al invocar el Eón Supremo, por eso secuestraban invocadores. Él no cree lo oído, y no entiende que nadie se lo explicara. Escaparon de allí en el "Barco volador".

### El amor de Tidus
Fuera de peligro, todos se enteran de que Yuna se va a casar con Seymour, y Tidus se muestra muy cabreado ya que Seymour está obligando a Yuna a contraer matrimonio con él. Tidus y los demás tratan de impedir la unión. Pero son acorralados y Yuna hace lo posible para que queden libres, lanzándose al vacío y volando gracias a Valefor, su primer eón.
Estando escondidos en el lago Macalania, Tidus entabla una conversación con Yuna en la que la pide que vaya con él a Zanarkand y que se olvide de su peregrinaje. Yuna parece muy convencida al principio con la idea, pero después empieza a llorar porque no puede abandonar su peregrinaje sin haber matado definitivamente a Sinh. Ante la tristeza de Yuna, Tidus no aguanta verla llorar y la besa demostrándole su amor en un gran momento.

### Zanarkand
Cuando por fin llegan a Zanarkand, Tidus se sorprende mucho al verla totalmente convertida en ruinas y muy diferente de lo que él conocía. Al llegar al templo del eón supremo descubren que, para conseguirlo, Yuna necesita un sacrificio de uno de sus compañeros. Pero al ver que todo lo que creía está basado en mentiras, Yuna decide renunciar a su fe y no elige a nadie. Así pues, Yunalesca (la primera invocadora que derrotó a Sinh y orador del eón supremo) les revela, después de una gran lucha, que el verdadero enemigo es el que se encuentra en el interior de Sinh, "Yu Yevon".

### Sinh
Sabiendo toda la verdad, logran introducirse dentro de Sinh. En su interior, después de un emotivo reencuentro de Tidus con Jecht (en el que Tidus se da cuenta de que realmente no odia a su padre), tiene lugar la batalla final. Yu Yevon debe ser destruido y eso significa que todos los eones también deben desaparecer. Así pues, todos son destruidos. 
Ya en el exterior, Tidus ve que está desapareciendo y emotivamente se despide de todos, en especial de Yuna, la cual le declara su amor. Tidus, por su parte, intenta abrazar a Yuna pero no puede. Se lanza al vacío, encontrándose con Auron, Braska (padre de Yuna) y su propio padre (Jecht).

## Final Fantasy X-2
En Final Fantasy X-2, Yuna va en busca de su amado Tidus al verle en una esfera. Pero resultó que al final no era él, sino Shuyin. Aunque se equivocó, Yuna no se resigna y a veces en el juego es llamada por unos silbidos (esto era la forma que tenían de llamarse Tidus y Yuna entre ellos). Así pues, después de vencer a Vegnagun, causa por la cual, a través de este monstruo controlado por Shuyin, los oradores se quedaron, "por decirlo así", a mitad de camino. Yuna escucha un silbido, ella cree que es Tidus que la llama, pero en vez de eso, se encuentra con el orador de Bahamut. Este le ofrece un a Yuna la posibilidad de volver a ver a Tidus, ya que es la manera que tienen los oradores de agradecerle a Yuna el que les salvara del control de Shuyin. Aunque no es seguro el que funcione, Yuna acepta. De ese modo, al regresar a Besaid, tiene lugar en tan esperado encuentro entre ellos. Tidus la ve muy cambiada y le pide que le cuente todo lo ocurrido en su ausencia.
La última escena del juego nos lleva a Zanarkand (las ruinas), en la cual le comenta a Yuna que si sigue siendo un sueño, quizás volvería a desaparecer. Pero Yuna (en una cómica escena en que lo zambulle en el agua ) le hace ver que esta vez es para siempre, que él se quedará y que ya ha dejado de ser un sueño para ser real. Así pues, los dos hacen una promesa: Tidus le dice que siempre cuidará de ella y que lo cuide a él también, pero para siempre.... y así termina su historia.
En el final triste, en este caso Tidus desaparece, pero antes su espíritu se encuentra con Yuna llamándola con los característicos silbidos. Antes de desaparecer en una escena triste Yuna y Tidus se despiden (Nunca pasa).
(La historia aquí contada es el final no canónico del juego, Final Fantasy X-2 tiene múltiples finales según el desarrollo que se haga en la historia) (En total son 3 Finales).
Tidus y Yuna viven una feliz historia de amor tras ver que Tidus es real.

## Otras apariciones
- Kingdom Hearts: Tidus aparece como un niño, junto con Selphie y Wakka, siendo habitantes de las islas del destino. Este puede luchar contra Sora, solo o los tres a la vez. Su aparición en este título no es más que secundaria.

- Itadaki Street Special: Aparece, junto Auron y Yuna, como jugador a seleccionar.

- Dissidia: Final Fantasy: Es uno de los luchadores, junto a Jecht, representante de Final Fantasy X.

## Turbos
Los turbos son ataques poderosos de los personajes de Final Fantasy X. Los turbos de Tidus, llamados Esgrima, son:
| Turbo             | Alcance            | Descripción | Condición para aprenderlo  |
| ----------------- | ------------------ | --- | -------------------------- |
| Estocada mortal   | 1 enemigo          | Fuerte estocada | Ninguna; desde el inicio   |
| Carga y asalto    | 1-3 enemigo        | Ataca varias veces seguidas | Realizar 10 ataques Turbos |
| Lluvia de energía | Todos los enemigos | Descarga una ráfaga de energía | Realizar 30 ataques Turbos |
| As del blitzbol   | 1 enemigo          | Ataca varias veces seguidas y chuta con una fuerza descomunal un balón de blitz lanzado por uno de los personajes femeninos del grupo | Realizar 80 ataques Turbos |

Los turbos a realizar, son independimente de que tengan éxito o no.

## Arma Artema
La mejor arma del juego (Final Fantasy X) para Tidus. Pertenece al grupo de armas, "las armas de los 7 astros", que cada una pertenece a un personaje. El arma por sí sola es débil, pero al unir el emblema y el símbolo (grácias al espejo de los 7 astros), se consigue el arma más poderosa.

### Arma artema
- Ubicación: Llanura de la Calma/Norte
- Habilidades activada: Expansión de Daño, Turbo triple, Evade y ataca y Contramagia.

En el noroeste de la Llanura de la Calma, hallarás a un guardián que no te deja pasar. Este dejará libre el paso cada vez que ganes una carrera "Chocobo codicioso", podrás pasar y ver el símbolo de obstrucción. Si tienes el espejo, obtendrás el arma.

### Símbolo del Sol
- Ubicación: Recinto de Yevon/El limbo en Zanarkand

Donde derrotaste a Yunalesca, detrás del campo de batalla verás un cofre que contiene el símbolo. Sino lo coges ahora, después será muy difícil, ya que estará Bahamut oscuro, un difícil rival.

### Emblema del Sol
- Ubicación: Llanura de la Calma

Acaba la carrera de "chocobo codicioso" con un tiempo final de 00:00:00.